# Coronidium lanuginosum
Coronidium lanuginosum là một loài thực vật có hoa trong họ Cúc. Loài này được (A.Cunn. ex DC.) Paul G.Wilson mô tả khoa học đầu tiên.